# Nekrasove, Bilohirsk
Nekrasove (în ucraineană Некрасове) este un sat în comuna Vasîlivka din raionul Bilohirsk, Republica Autonomă Crimeea, Ucraina.

## Demografie
Componența lingvistică a localității Nekrasove
     Rusă (89,47%)
     Ucraineană (10,53%)
Conform recensământului din 2001, majoritatea populației localității Nekrasove era vorbitoare de rusă (89,47%), existând în minoritate și vorbitori de ucraineană (10,53%).